# Oratosquilla oratoria
El camarón mantis japonés (Oratosquilla oratoria) es una especie de crustáceo del orden de los estomatópodos.